# Adina Speteanu
Adina-Mihaela Speteanu (n. 4 februarie 1994, București) este o scriitoare română de literatură pentru tineret fantasy. Este cunoscută pentru seria Dincolo de moarte al cărei prim volum, Destine pierdute, a apărut în 2013.

## Biografie
Adina Speteanu s-a născut pe 4 februarie 1994 în București. În 2013 a absolvit Colegiul Național "Mihai Viteazul" și s-a înscris la Facultatea de Drept din cadrul Universității din București.
Și-a început activitatea literară pe forumurile de creație. În continuare, a publicat în revista școlii și pe platforma literară Cititor de proză. La vârsta de 16 ani începe să lucreze la manuscrisul primului ei roman. După ce este refuzată de mai multe edituri, o cunoaște pe scriitoarea Monica Ramirez, căreia îi înmânează manuscrisul. Aceasta o recomandă editorului Bogdan Hrib. În 2012, acesta publică romanul la editura Tritonic, cu titlul Crimă la timpul trecut.
În timp ce citea un articol despre Dracula, îi vine ideea unei povestiri fantasy care se transformă rapid în roman, apoi în seria Dincolo de moarte. Plănuite să formeze în final o tetralogie, romanele seriei au apărut la intervale scurte unul după celălalt: Destine pierdute (noiembrie 2013), Jocul secretelor (februarie 2014), Îngeri de gheață (iulie 2014), Ultima privire (noiembrie 2015).

## Opera

### SeriaDincolo de moarte
- Destine pierdute (2013)
- Jocul secretelor (2014)
- Îngeri de gheață (2014)
- Ultima privire (2015)

### Alte romane
- Crimă la timpul trecut (2012)